# Grünbrustwürger
Der Grünbrustwürger (Malaconotus gladiator) ist ein Vogel aus der Familie der Buschwürger (Malaconotidae).
Der Vogel kommt in Westkamerun und fraglich in Südostnigeria im Hochland vor.
Der Lebensraum umfasst feuchten Bergwald und tropisches oder subtropische hoch gelegenes Grasland von 950 bis 2300 m Höhe. Die Art ist sympatrisch mit dem Monteirowürger (Malaconotus monteiri), der aber eine gelbe Unterseite hat.
Die Art ist ein Standvogel.
Der Artzusatz kommt von lateinisch gladius ‚Schwert‘.

## Merkmale
Die Art ist 25–28 cm groß und wiegt um die 99 g, ist wohl der größte der Buschwürger. Der Vogel ist gleichmäßig dunkelgrün, die Unterseite etwas heller. Lediglich der Kopf ist grau bis zum Nacken. Der mächtige schwarze Schnabel hat eine hakenförmige Spitze. Die Handschwingen sind schwärzlich mit schmalen olivfarbenen Rändern, die Flügeldecken haben gelblich-olivfarbene Federspitzen. Die Iris ist hellgrau oder gräulich-weiß, die Beine sind grau bis blaugrau. Die Geschlechter unterscheiden sich nicht.
Die Art ist monotypisch.

## Stimme
Der bis über mindestens 1 km hörbare Ruf des Männchens wird als klagendes Pfeifen aus 5 Tönen und 5× wiederholt beschrieben, wohl nicht vom Rufen des Monteirowürgers (Malaconotus monteiri) und Graukopfwürgers (Malaconotus blanchoti) zu unterscheiden.

## Lebensweise
Die Nahrung besteht aus Insekten, die in den Baumwipfeln gejagt werden. Die Art ist einzeln und paarweise anzutreffen. Das Brutverhalten ist nicht bekannt.

## Gefährdungssituation
Der Bestand gilt als gefährdet (Vulnerable) aufgrund möglichen Habitatverlustes.